# 宮城県道148号本町大衡線
宮城県道148号本町大衡線（みやぎけんどう148ごう もとまちおおひらせん）は、宮城県加美郡色麻町から同県黒川郡大衡村に至る、かつて存在した一般県道である。本稿では路線廃止時点での路線状況を記載している。

## 概要

### 路線データ
- 起点：加美郡色麻町本町[1]
- 終点：黒川郡大衡村[1]
- 実延長：2016.0 m[2]

## 歴史
- 1958年（昭和33年）3月31日 - 宮城県が県道として路線認定（色麻村本町 - 大衡村 整理番号94）[3]。
- 2019年（平成31年）3月29日 - 路線廃止し、共に廃止された県道16号石巻鹿島台大衡線と統合する形で、県道16号石巻鹿島台色麻線が路線認定された[4]。

## 地理

### 通過する自治体
- 加美郡色麻町
- 黒川郡大衡村

### 交差する道路
- 国道457号（加美郡色麻町大・起点）

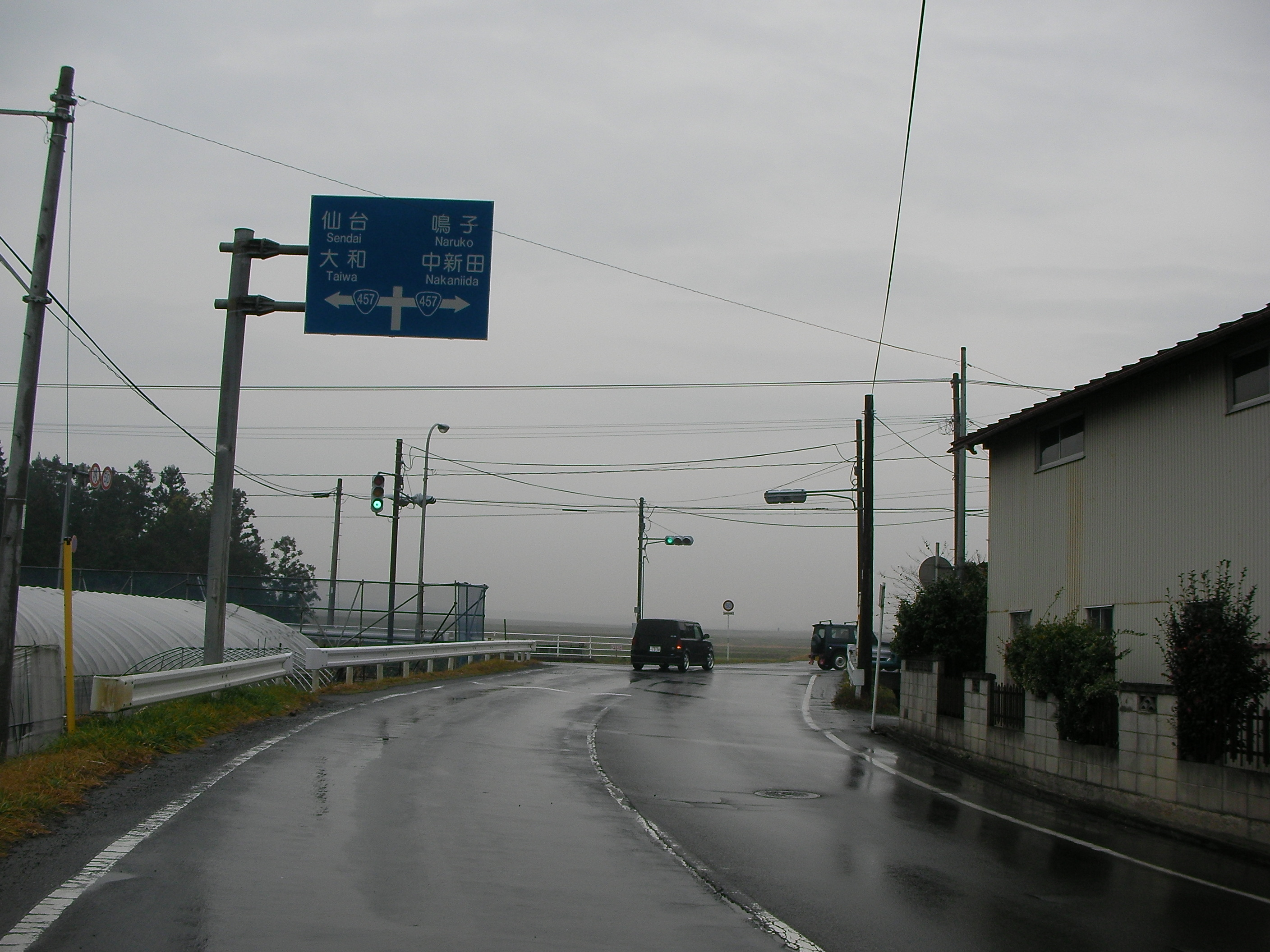
起点の国道457号との交点

- 国道4号・宮城県道16号石巻鹿島台大衡線（黒川郡大衡村大衡・終点）